# Jimmy Adams (Fußballspieler, 1937)
James Arthur „Jimmy“ Adams (* 2. August 1937 in Stoke-on-Trent; † 30. Dezember 2005 ebenda) war ein englischer Fußballspieler.

## Karriere
Adams war als Jugendlicher bei den Wolverhampton Wanderers als Außenläufer aktiv und kam im Mai 1956 als Amateur zum englischen Zweitligisten Port Vale, zwei Jahre später wurde er Teilzeitprofi. Zu seinem einzigen Pflichtspieleinsatz für die erste Mannschaft kam der bei Port Vale zum Verteidiger umgeschulte Adams am 26. April 1958 – der Verein war zwischenzeitlich in die Third Division South abgestiegen – bei einer 1:4-Auswärtsniederlage gegen den FC Brentford. Port Vale verpasste am Saisonende als Tabellenfünfzehnter die Qualifikation für die neue eingleisige dritte Liga und wurde in die Fourth Division durchgereicht. Adams blieb noch bis Mai 1960 bei Port Vale und spielte regelmäßig im Reserveteam.
Nach einem kurzen Intermezzo beim Viertligisten Crewe Alexandra schloss sich Adams Anfang 1961 dem in der Cheshire County League spielenden Amateurklub Macclesfield an, in derselben Spielklasse spielte er bereits mit der Reserve von Port Vale. 1962 gewann er mit Macclesfield die Ligameisterschaft, bevor er seine Laufbahn im Oktober 1963 wegen einer Knieverletzung beenden musste. Während seiner Zeit bei Macclesfield war Adams hauptberuflich als Zeichner bei der Royal Ordnance Factory in Radway Green angestellt.